# 哈里·班
哈里·班（英語：Harry Bunn；1992年11月21日—）是一位英格蘭足球運動員。在場上的位置是邊鋒。他現在效力於英格蘭足球全國聯賽北球隊約克城。他的父親也是一位職業球員。

## 外部連結
- 足球数据库：哈里·班的球员统计数据
- Video profile（页面存档备份，存于） at Manchester City